# Daring Club Eich
Daring Club Eich – klub piłkarski, mający swoją siedzibę w mieście Eich (od 1920 jest północną dzielnicą Luksemburgu).

## Historia
Chronologia nazw:
- 1909: Daring Club Eich
- 1913: klub rozwiązano

Klub piłkarski Daring został założony w mieście Eich w 1909 roku. Był jednym z zespołów - założycieli 1. ligi Luksemburga w 1909 roku. W debiutowym sezonie 1909/10 zespół występował w Klasse B. W następnym sezonie zdobył mistrzostwo Klasse B i awansował do  Klasse A. W sezonie 1911/12 zajął ostatnie 4.miejsce w najwyższej klasie rozgrywek i spadł do Klasse B. W następnym sezonie mistrzostwa nie rozgrywane z powodu nieporozumień w Związku Piłkarskim. W 1913 klub został rozwiązany.

## Sukcesy

### Trofea międzynarodowe
Nie uczestniczył w rozgrywkach europejskich (stan na 31–12–2016).

### Trofea krajowe
| \| \| Zdobyte trofea w rozgrywkach Luksemburga (stan na: 31–12–2017) \| |                                                                |      |          |
| Rozgrywki                                                               | Osiągnięcie                                                    | Razy | Sezon(y) |
| Mistrzostwo                                                             | I miejsce                                                      | 0    |          |
| Mistrzostwo                                                             | II miejsce                                                     | 0    |          |
| Mistrzostwo                                                             | III miejsce                                                    | 0    |          |
| Mistrzostwo                                                             | 4.miejsce                                                      | 1    | 1911/12  |
| Puchar                                                                  | zdobywca                                                       | 0    |          |
| Puchar                                                                  | finalista                                                      | 0    |          |
| II liga                                                                 | I miejsce                                                      | 1    | 1910/11  |
| II liga                                                                 | II miejsce                                                     | 0    |          |
| II liga                                                                 | III miejsce                                                    | 0    |          |
| Luksemburg                                                              | Zdobyte trofea w rozgrywkach Luksemburga (stan na: 31–12–2017) |      |          |

## Stadion
Klub rozgrywał swoje mecze domowe na stadionie Stade Daring Club w Luksemburgu.